# Cristina Gajoni
 (juin 2025).
Si vous disposez d'ouvrages ou d'articles de référence ou si vous connaissez des sites web de qualité traitant du thème abordé ici, merci de compléter l'article en donnant les références utiles à sa vérifiabilité et en les liant à la section « Notes et références ».

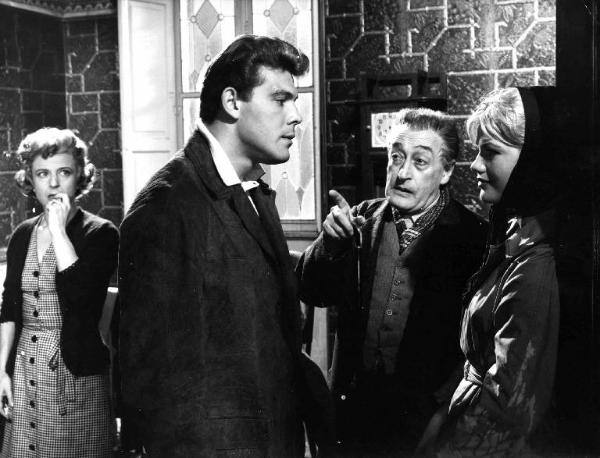
Cristina Gajoni et Totò dans le film "Arrangiatevi" (1959).

Cristina Gajoni, née le 4 novembre 1940 à Milan dans la région de la Lombardie en Italie, est une actrice italienne. Son nom est parfois orthographié Cristina Gaioni.

## Biographie
Fille du peintre  Adriano Gajoni, après des études à Milan ou elle suit les cours du Piccolo Teatro di Milano, elle s'installe à Rome et débute comme actrice en 1958. Elle se fait remarquer en Italie l'année suivante avec le film L'Enfer dans la ville de Renato Castellani, elle obtient notamment à ce sujet un ruban d'argent de la meilleure actrice dans un second rôle. Sa carrière tarde cependant à décoller et restera majoritairement composée de rôles secondaires et de figuration dans des films de genre, principalement des western spaghetti, des péplums, des films d'horreur et d'aventure et des comédies à l'italienne.

## Filmographie

### Actrice de cinéma

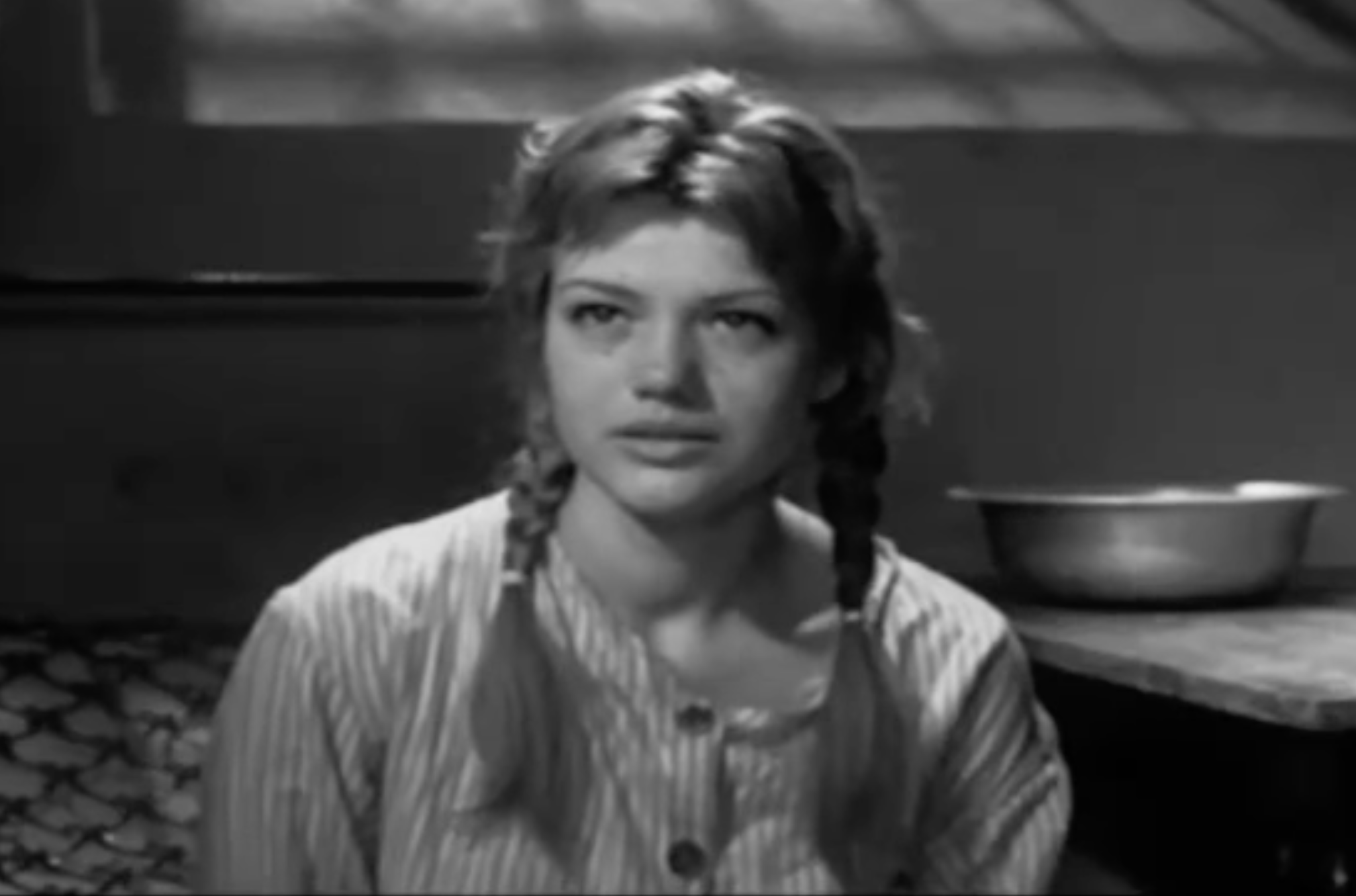
Cristina Gajoni dans L'Enfer dans la ville (Nella città dell'inferno) en 1959.

- 1958 : La Tempête (La tempesta) d'Alberto Lattuada
- 1959 : L'Enfer dans la ville (Nella città dell'inferno) de Renato Castellani
- 1959 : Meurtre à l'italienne (Un maledetto imbroglio) de Pietro Germi
- 1959 : Guinguette de Jean Delannoy
- 1959 : Débrouillez-vous ! (Arrangiatevi) de Mauro Bolognini
- 1960 : La Rue des amours faciles (Via Margutta) de Mario Camerini
- 1961 : Jeunesse de nuit (Gioventu di notte) de Mario Sequi
- 1961 : Letto a tre piazze de Steno
- 1961 : L'Assassin (L'assassino) d'Elio Petri
- 1961 : La Fureur d'Hercule (Ursus), de Carlo Campogalliani
- 1961 : Le Roi des truands (Il re di Poggioreale) de Duilio Coletti
- 1962 : Les Faux Jetons (Le massaggiatrici) de Lucio Fulci
- 1962 : L'ira di Achille de Marino Girolami
- 1962 : I tre nemici de Giorgio Simonelli
- 1962 : Furie des S.S. (Dieci italiani per un tedesco (Via Rasella)) de Filippo Walter Ratti
- 1962 : Ultimatum alla vita (it) de Renato Polselli
- 1962 : L'Amour à 20 ans de Renzo Rossellini
- 1962 : Le Retour du fils du cheik (Il figlio dello sceicco) de Mario Costa
- 1962 : La Steppe (La steppa) d'Alberto Lattuada
- 1963 : Le Succès (Il successo) de Dino Risi et Mauro Morassi
- 1963 : Les Canons de San Antiogo (Le verdi bandiere di Allah) de Giacomo Gentilomo et Guido Zurli
- 1963 : Le Jour le plus court (Il giorno più corto) de Sergio Corbucci
- 1963 : I soliti rapinatori a Milano de Giulio Petroni
- 1963 : Tres hombres buenos de Joaquín Luis Romero Marchent
- 1964 : Boulevard du vice (Via Veneto) de Giuseppe Lipartiti
- 1964 : Coplan agent secret FX 18 de Maurice Cloche
- 1965 : Squillo de Mario Sabatini
- 1965 : Le notti della violenza de Roberto Mauri
- 1965 : Rome en flammes (L'incendio di Roma) de Guido Malatesta
- 1965 : 003 Agent secret (Agente S03 operazione Atlantide) de Domenico Paolella
- 1966 : Spia spione (it) de Bruno Corbucci
- 1966 : La mort paye en dollars (Furia a Marrakech) de Mino Loy et Luciano Martino
- 1966 : Les Dieux sauvages (La battaglia dei Mods) de Franco Montemurro
- 1966 : La longue nuit de Véronique (La lunga notte di Veronique) de Gianni Vernuccio
- 1966 : El Cisco de Sergio Bergonzelli
- 1967 : Una jena in cassaforte de Cesare Canevari
- 1969 : I marziani hanno dodici mani de Franco Castellano et Giuseppe Moccia
- 1971 : Le Juge de Jean Girault et Federico Chentrens
- 1971 : L'Amour de gré ou de force (Per amore o per forzade) de Massimo Franciosa
- 1972 : Retraite mortelle (Pulp) de Mike Hodges
- 1974 : Dossier rose de la prostitution (Prostituzione) de Rino Di Silvestro
- 1973 : De la chair pour Frankenstein (Il mostro è in tavola barone Frankenstein) de Paul Morrissey et Antonio Margheriti
- 1973 : La Vie sexuelle dans les prisons de femmes (Diario segreto da un carcere femminile) de Rino Di Silvestro
- 1974 : Prostituzione de Rino Di Silvestro
- 1976 : Attenti al buffone d'Alberto Bevilacqua
- 1990 : Willy Signori e vengo da lontano (it) de Francesco Nuti
- 1991 : Keep on Running : Zur Hölle mit der Penne (de) d'Holm Dressler (de)
- 1995 : Camerieri de Leone Pompucci

### À la télévision
- 1976 : Albert e l'uomo nero

## Distinctions
- Ruban d'argent de la meilleure actrice dans un second rôle en 1960 pour L'Enfer dans la ville (Nella città dell'inferno).